# Skeč
Skeč (z angl. sketch, náčrt, skica, koncept) je literární forma, která se vyznačuje stručností, lehkostí a výstižností, často s humorem a pointou. Užívá se například pro krátkou divadelní hru, resp. dramatický výstup žertovného, humorného, komického nebo satirického obsahu, obvykle na aktuální téma. Zpravidla využívá překvapivou humornou nebo satirickou pointu.
Skeče jsou typické například pro televizní pořad Monty Pythonův létající cirkus.